# SCV33
Galaxy S7 edge SCV33（ギャラクシー エスセブン エッジ エスシーブイ サンサン）は、韓国のサムスン電子（輸入元：サムスン・テレコミュニケーションズ・ジャパン）によって日本国内向けに開発された、auブランドを展開するKDDIおよび沖縄セルラー電話の第3.9世代移動通信システム（au 4G LTE/au VoLTE）、第4世代移動通信システム（au 4G LTE CA/WiMAX2+）対応スマートフォンである。
ここでは便宜上、下記の派生エディションについても説明する。
- 「Galaxy S7 edge Injustice Edition」（ギャラクシー エスセブン エッジ インジャスティス エディション） - 『バットマン』とのコラボレーションモデルである
- 「Galaxy S7 edge Olympic Games Edition」（ギャラクシー エスセブン エッジ オリンピック ゲームズ エディション）

## 概要
SCV31の後継機種で、au向けのGalaxyシリーズとしてはSCL23以来となる防水性能を備えている。
先代機種と比べて画面サイズが大幅にアップしており、画面オフ時にも黒背景に時計やカレンダーを表示する「Always On Display」を新たに搭載している。
また、ゲーム特化型ランチャー「Game Launcher」を搭載しており、パフォーマンス制限機能、各種通知の制限機能、バックボタンの一時無効化などを設定できるようになっている。プレイ動画の録画機能も搭載されている。
カメラ面では一眼レフ相当の技術を搭載。デュアルピクセル技術により高速オートフォーカスを実現している。
なお、3600mAhのバッテリー容量はauのスマートフォンとしては最大容量となる。
キャッチコピーは「Rethink 常識を超える、世界基準スマホへ」。

## Galaxy S7 edge Injustice Edition
バットマンを題材にしたゲーム「インジャスティス 神々の激突」とのコラボレーションモデルで、日本国内ではau限定での取り扱いとなる。au Online Shopでの販売となり、限定販売台数は100台。このモデルのみ限定カラーのGear VRが同梱されており、背面デザインもバットマン仕様となっている。

## Galaxy S7 edge Olympic Games Edition
リオデジャネイロオリンピックをモチーフにした端末。限定販売台数は2016台。Gear IconXが付属（※日本のみ）。専用ケースに入れられ、背面部には五輪マークが描かれる。ワンポイントとして電源スイッチが赤色となっている。日本以外にはブラジル、アメリカ、中国、ドイツ、韓国の6カ国において販売され、リオデジャネイロオリンピックに出場する全選手には同じモデルが提供された。

## その他機能
※PC向けWebブラウザが標準装備されている。携帯向けサイト(EZWeb)は他のスマートフォンやPCと同じく閲覧不可。
| 主な機能・対応サービス                                                  | 主な機能・対応サービス                                                        | 主な機能・対応サービス                      | 主な機能・対応サービス             |
| ----------------------------------------------------------------------- | ----------------------------------------------------------------------------- | ------------------------------------------- | ---------------------------------- |
| auウィジェット Webブラウザ                                              | LISMO! for Android （ハイレゾ音源対応版） LISMO WAVE                          | おサイフケータイ NFC おくだけ充電 指紋認証  | ワンセグ フルセグ DLNA/DTCP-IP     |
| au one メール PCメール Gmail EZwebメール                                | デコレーションメール デコレーションアニメ                                     | Friends Note                                | PCドキュメント                     |
| au Smart Sports Run & Walk Karada Manager ゴルフ(web版) Fitness、歩数計 | GPS 方位計                                                                    | au oneナビウォーク au one助手席ナビ         | au one ニュースEX au one GREE      |
| かんたんメニュー じぶん銀行                                             | 緊急速報メール                                                                | Bluetooth                                   | 無線LAN機能 (Wi-Fi) auシェアリンク |
| 赤外線通信                                                              | au VoLTE （シンクコール対応） WIN HIGH SPEED au 4G LTE （3CC CA対応） WiMAX2+ | au世界サービス （旧・グローバルパスポート） | auフェムトセル                     |
| microSD microSDHC microSDXC                                             | モーションセンサー(6軸)                                                       | 防水 防塵                                   | 簡易留守録 着信拒否設定            |

- 安心セキュリティパックはフル対応

## 歴史
- 2016年2月21日（現地時間） - スペイン・バルセロナの携帯電話展示会「Mobile World Congress 2016」にてサムスン電子よりグローバルモデル発表。この時点は日本国内での販売は未定だった[9]。
- 2016年5月10日 - KDDI、およびサムスン・テレコミュニケーションズ・ジャパンより公式発表。
- 2016年5月19日 - 発売開始。
- 2016年5月31日 - Galaxy S7 edge Injustice Editionを追加発表。
- 2016年7月4日 - Galaxy S7 edge Injustice Editionをau Online Shopにて発売開始[10]。
- 2016年7月19日 - Galaxy S7 edge Olympic Games Editionをau Online Shopにて発売開始[11]。
- 2016年12月8日 - 新色「Blue Coral」を発売開始[12]。
- 2017年3月15日 - Android 7.0へアップデート開始[13]。
- 2018年8月16日 - Android 8.0へアップデート開始[14]。
- 2020年7月31日 - Injustice Edition および Olympic Games Edition の修理およびソフトウエアアップデートの配信を終了[15]。
- 2021年4月30日 - 修理およびソフトウエアアップデートの配信を終了[15]。